# Allie Grant
Allie Grant (Tupelo (Mississippi), 14 februari 1994) is een Amerikaanse actrice die te zien is in onder meer Weeds en The Suite Life of Zack and Cody. Ze speelde een gastrol in That's So Raven. Haar ouders zijn Bob en Angie Grant.

## Filmografie

### Film
- Fanboys als Kimmy (2008)

### Televisie
- The Suite Life of Zack and Cody als Agnes (2005 - heden)
  - Crushed
  - Club Twin
  - Election
  - A Midsummer's Nightmare
- Weeds als Isabelle Hodes (2005- 2009)
  - "Mile Deep and a Foot Wide"
  - "Bash"
  - "MILF Money"
  - "Crush Girl Love Panic"
  - "Mrs. Botwin's Neighborhood "
- That's So Raven als Carly (2005)
  - Goin' Hollywood
- Suburgatory als Lisa Marie Shay